# Massoud Rajavi
Massoud Rajavi (Tabas, 18 agosto 1948 – ... scomparso il 13 marzo 2003) è stato un politico, rivoluzionario e attivista iraniano, ed è uno dei due leader dei Mojahedin del Popolo Iraniano insieme a sua moglie Maryam Rajavi. Dopo aver lasciato l'Iran nel 1981, ha vissuto in Francia e in Iraq ed è scomparso nel 2003 in seguito alla deposizione del regime di Saddam Hussein e non si sa se sia ancora vivo. Era ricercato in Iraq per crimini contro l'umanità per la sua collaborazione con il regime iracheno.

## Biografia
Rajavi ha aderito ai Mojahedin del Popolo quando aveva 20 anni all'Università di Teheran dove si è laureato in legge politica. Rajavi e i MEK si sono opposti attivamente allo Scià e hanno partecipato alla rivoluzione del 1979.
Durante la dinastia Pahlavi, Rajavi è stato arrestato dal SAVAK ed è stato condannato a morte ma è stato condannato all'imprigionamento a vita grazie alle pressioni di suo fratello Kazem Rajavi. In seguito alla rivoluzione del 1979 è stato scarcerato e ha assunto la leadership dei MEK.
Quando in Iran si è tenuta la prima votazione presidenziale nel 1980 Rajavi si è candidato insieme a sua moglie ed è stato appoggiato dai Fedayyin del Popolo, dal Fronte Nazionale Democratico, dal Partito Democratico del Kurdistan Iraniano, da Komala e dalla Lega dei Socialisti Iraniani, ma è stato scomunicato dall'Ayatollah Khomeini a causa del suo rifiuto della costituzione islamica.
Nel 1981 quando l'Ayatollah ha fatto arrestare il presidente Abolhassan Banisadr e ha avuto inizio una nuova ondata di arresti in Iran, Rajavi e Banisadr sono fuggiti a Parigi. Nel 1986 si è mosso in Iraq e ha costituito una base sul confine iraniano venendo accolto dal presidente iracheno Saddam Hussein.
Scomparve in seguito all'invasione statunitense dell'Iraq. Il MEK ha affermato in seguito che Rajavi viveva in una località segreta per timore di attentati di agenti del regime, dopo che è venuta meno la protezione personale che Saddam gli aveva accordato, a partire dalla guerra Iran-Iraq. Da allora ha inviato solo dei messaggi registrati. La guida del movimento è passata a sua moglie Maryam Rajavi.